# Варга, Роланд (футболист)
Роланд Варга (венг. Varga Roland; род. 23 января 1990, Будапешт) — венгерский футболист, полузащитник «Фехервара». Выступал за сборную Венгрии.

## Клубная карьера
Варга родился в столице Венгрии — Будапешт. Роланд — воспитанник клуб «Голдбол’94», воспитанником которого, также является партнер Роланда по молодёжной и юношеской сборной Кристиан Шимон и «МТК». В 2008 году покинул Венгрию и перешел в итальянскую «Брешию», в которой и сыграл первый профессиональный матч в чемпионате Италии (Серии B). Этот матч остался единственным для игрока за «ласточек». В 2010 году отправился в аренду на родину, в клуб «Уйпешт», за который сыграл 12 матчей и забил один гол. В том же 2010 году вновь отправился в аренду, на этот раз в итальянскую «Фоджу». Сыграл 21 и забил 2 гола.